# جاسينتو زامورا
جاسينتو زامورا هو مؤلف وقسيس وكاتب فلبيني، ولد في 14 أغسطس 1835 في Pandacan ‏ في الفلبين، وتوفي في 17 فبراير 1872 في مانيلا في الفلبين.